# Чобан-Чокрак
Чоба́н-Чокра́к (укр. Чобан-Чокрак, крымскотат. Çoban Çoqraq, Чобан Чокъракъ) — маловодная река (балка) в Крыму, на территории городского округа Феодосия, левый приток реки Байбуга. Длина водотока 8 километров, площадь водосборного бассейна 12,6 км². Исток реки находится на южных склонах хребта Биюк-Эгет (согласно книге «Реки и Озера Крыма» — между хребтами Кучук-Эгет и Биюк-Эгет. Течёт общим направлением на юго-восток, у реки 2 безымянных притока. Чобан-Чокрак впадает в Байбугу между сёлами Ближнее и Насыпное, в 8,7 км от устья.